# Pucará (kanton)
Pucará – kanton w Ekwadorze, w prowincji Azuay. Stolicą kantonu jest Pucará.